# Hymedesmia depressa
Hymedesmia depressa är en svampdjursart som beskrevs av Topsent 1928. Hymedesmia depressa ingår i släktet Hymedesmia och familjen Hymedesmiidae. Inga underarter finns listade i Catalogue of Life.